# Actinorhize

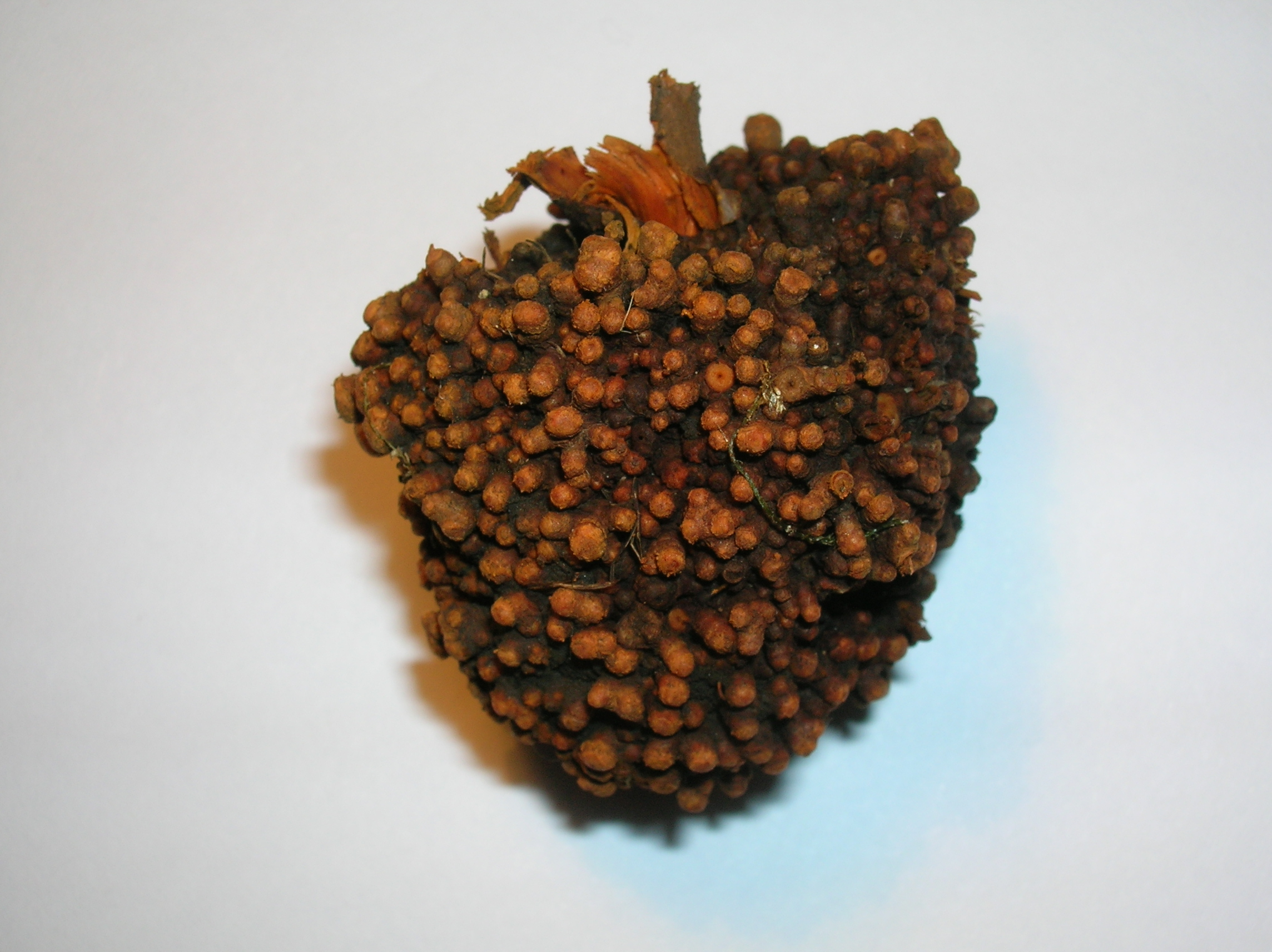
Nodule racinaire d’un aulne.

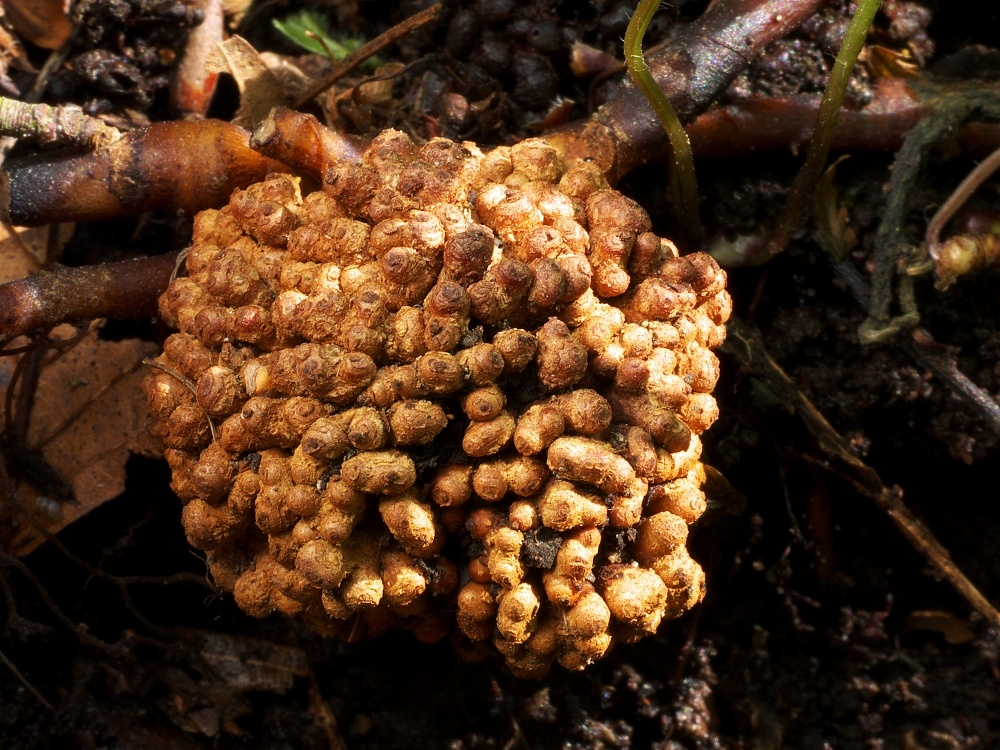
Autre nodule d’aulne.

Les actinorhizes sont des nodosités fixatrices d'azote qu'on trouve au niveau des racines des plantes angiospermes dites actinorhiziennes. Ces plantes ont la capacité de s'associer avec des bactéries actinomycètes filamenteuses du sol du genre Frankia pour produire des actinorhizes. Ce sont essentiellement des arbres ou arbustes adaptés aux stress édaphiques comme la salinité élevée, les métaux lourds ou les pH extrêmes) telles que :
- les aulnes,
- des Éricacées,
- des Myricacées (le myrte des marais, Myrica gale)
- des Élaeagnacées (Argousier, olivier de Bohème (Elaeagnus angustifolia).

D'autres espèces telles que les filaos (Casuarina equisetifolia, Casuarinacées) forment des actinorhizes au niveau du tronc.
Le nodule est le lieu où se produit la réduction de l'azote en ammoniac qui est ensuite assimilé par la plante sous forme d'acide aminé. Certains nodules peuvent avoir la taille d'une bille, voire d'une balle de baseball.
Ces symbioses été appelées avant 1978. fixation azotées de plantes non-légumineuses (anglais : nonleguminous nitrogen-fixing plants).

## Classification et origine évolutive
Les espèces actinorhiziennes appartiennent à 3 ordres (Fagales, Cucurbitales, Rosales), 8 familles et 24 genres d'angiospermes. En tout, on compte plus de 200 espèces actinorhiziennes. Le caractère actinorhizien est polyphylétique, puisque ce ne sont pas toutes les espèces d'une même famille et même d'un même genre qui seront capables de faire une symbiose avec Frankia. Cette capacité symbiotique serait donc apparue indépendamment plusieurs fois au cours de l'évolution. Les plantes actinorhiziennes possèdent cependant un ancêtre commun relativement proche avec les Fabacées, l'autre groupe de plantes fixatrices d'azote qui interagit avec des rhizobium, ce qui se traduit par de nombreuses similarités entre les deux systèmes symbiotiques. Au moins une partie du programme génétique requis pour ces deux symbioses proviendrait de celui des associations de type mycorhizes arbusculaires, beaucoup plus anciennes et répandues.

## Formation du nodule actinorhizien
Le mécanisme reste encore méconnu dû au fait qu'il n'y a pas de plante modèle chez les espèces actinorhiziennes et que la transformation génétique de Frankia est encore peu maitrisée.

Pré-infection

Le développement du nodule actinorhizien se produit seulement lorsque la plante est en situation de carence d'azote.C'est alors que les racines émettent un signal inconnu qui est perçu par le microorganisme Frankia. Frankia produit par la suite un signal symbiotique.Frankia produit des phytohormones qui pourraient être impliquées dans la signalisation symbiotique puisqu'elle se retrouve en forte quantité (10-5- 10-6 M) dans le milieu de culture et pourrait donc être perçu par la plante. Il s'agit de deux auxines naturelles, soit l'acide 3-indole acétique et l'acide phénylacétique (PAA)

Infection

Il existe deux modes d'infection des plantes actinorhiziennes par Frankia, soit le type intracellulaire  ou intercellulaire. Le type d'infection dépend du type de plante hôte.

Infection intracellulaire

Ce type d'infection commence avec la déformation des poils racinaires. Seuls les poils qui sont en croissance sont compétents pour l'infection. Les hyphes de Frankia se retrouvent pris dans les polysaccharides de l'extrémité du poil racinaire. C'est le commencement du cordon d'infection. Les poils racinaires qui ne sont pas infectés se dégraderont progressivement pour qu'il ne reste que les poils racinaires infectés.

Infection intercellulaire

Dans ce type d'infection, il n'y a pas de déformation du poil racinaire. L'infection débute par les hyphes de Frankia qui vont pénétrer entre les cellules de l'épiderme. Frankia progresse ensuite dans les tissus corticaux au travers de la lamelle moyenne.

Croissance du nodule

La croissance du nodule se fait par la ramification des différents lobes nodulaires.

## Écologie et distribution
Les plantes actinorhiziennes sont généralement des espèces pionnières adaptées aux sols pauvres ou perturbés. Elles jouent un rôle important dans la colonisation de ces milieux, en préparant l'établissement d'espèces moins robustes. Leur capacité fixatrice d'azote est importante, elles contribuent au niveau global à fixer une quantité d'azote équivalente à celle fixée par les Fabacées. Leur rôle est prépondérant aux latitudes hautes où les Fabacées sont moins nombreuses.
Les plantes actinorhiziennes jouent donc un rôle très important dans la protection et l'amélioration de la santé des sols. Elles sont très utiles pour la réhabilitation de sols dégradés par les activités humaines. Ces plantes colonisent facilement les sols nus, ce qui permet de lutter contre l'érosion et l'ensablement.